# Polyspora integerrima
Polyspora integerrima är en tvåhjärtbladig växtart som först beskrevs av Friedrich Anton Wilhelm Miquel, och fick sitt nu gällande namn av Orel, Peter G.Wilson, Curry och Luu. Polyspora integerrima ingår i släktet Polyspora och familjen Theaceae. Inga underarter finns listade i Catalogue of Life.